# Physoconops gracilis
Physoconops gracilis är en tvåvingeart som först beskrevs av Samuel Wendell Williston  1885.  Physoconops gracilis ingår i släktet Physoconops och familjen stekelflugor. Inga underarter finns listade i Catalogue of Life.